# 東大西洋扁隆頭魚
東大西洋扁隆頭魚，為輻鰭魚綱鱸形目隆頭魚亞目隆頭魚科的其中一種，分布於東大西洋的地中海、黑海海域，棲息深度1-50公尺，體長可達44公分，棲息在海草生長的岩石海域，生活習性不明，可作為食用魚及觀賞魚。

## 擴展閱讀
維基物種上的相關：東大西洋扁隆頭魚